# Сан-Пайю-де-Мерелин
Сан-Пайю-де-Мерелин (порт. São Paio de Merelim)  —  район (фрегезия) в Португалии,  входит в округ Брага. Является составной частью муниципалитета  Брага. Находится в составе крупной городской агломерации Большое Минью. По старому административному делению входил в провинцию Минью. Входит в экономико-статистический  субрегион Каваду, который входит в Северный регион. Население составляет 2365 человек на 2001 год. Занимает площадь 2,39 км².

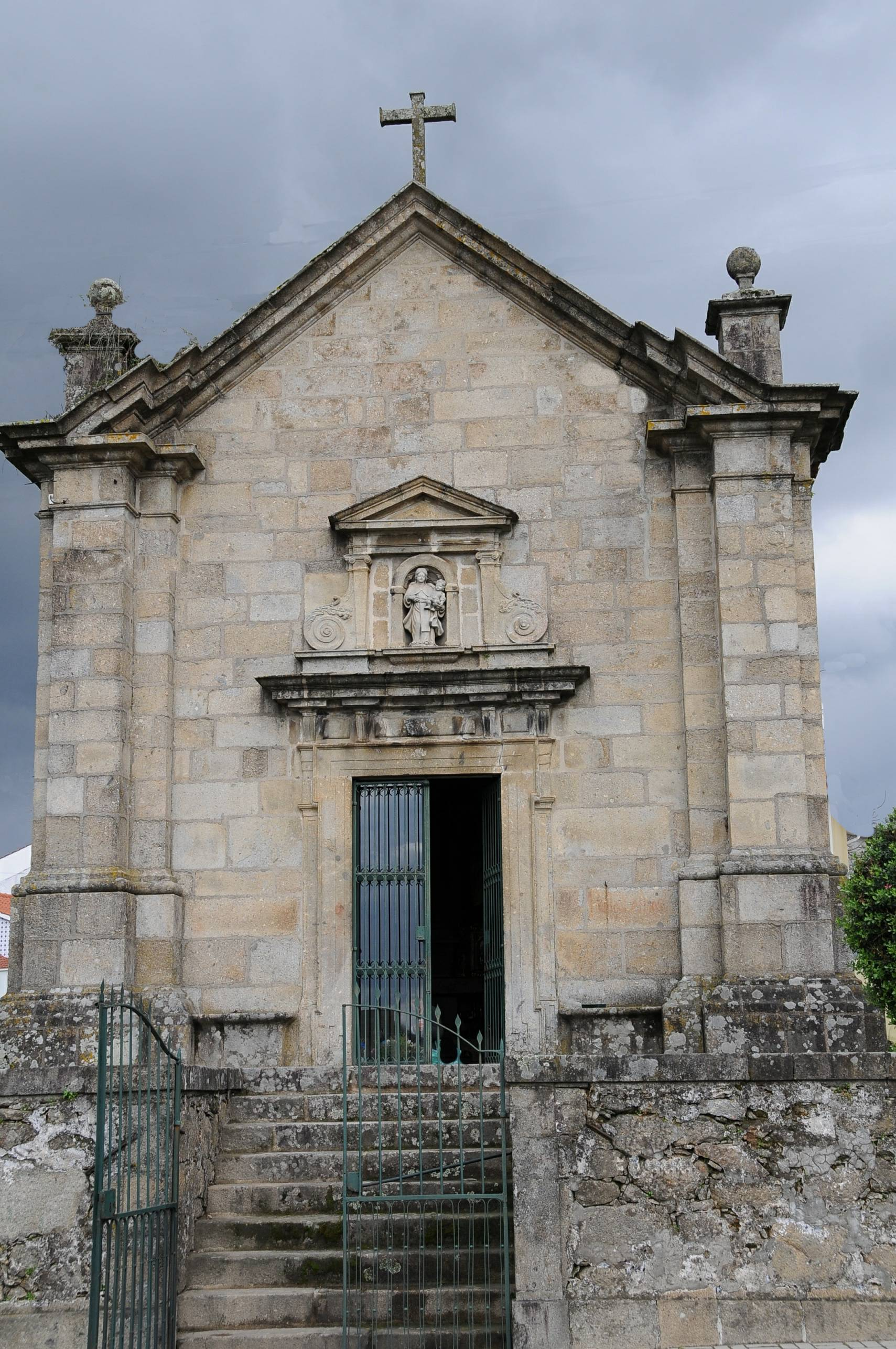